# 桑蒂普尔
桑蒂普尔（Santipur），是印度西孟加拉邦Nadia县的一个城镇。总人口138195（2001年）。

## 人口
该地2001年总人口138195人，其中男性70084人，女性68111人；0—6岁人口16050人，其中男8172人，女7878人；识字率63.66%，其中男性为68.68%，女性为58.49%。